# Campoplex longicaudis
Campoplex longicaudis là một loài tò vò trong họ Ichneumonidae.